# Чан, Сита
Си́та Чан Хэй-и (иер. 陳僖儀, кант.-рус. Чхань Хэй-и), настоящее имя — Чхань Хоу-и (иер. 陳皓儀; 10 марта 1987, Британский Гонконг — 17 апреля 2013[…], Гонконг) — гонконгская певица и актриса.

## Биография
Сита Чан родилась 10 марта 1987 года в Гонконге. Она с раннего детства посещала певческий класс.
К 2005 году она окончила «Heep Yunn School» и Городской университет Гонконга, получив диплом на английском языке в области профессиональных коммуникаций.

## Карьера
В 2011 году Чан, взяв псевдоним Сита, начала свою музыкальную карьеру, подписав контракт с музыкальным лейблом «Star Entertainment», а уже в конце этого же года она получила премию «Jade Solid Gold Best Ten Music Awards Presentation».
В 2012 году Сита покинула лейбл «Star Entertainment» и подписала контракт с «Sun Entertainment». В составе «Sun Entertainment» она выпустила два музыкальных альбома — «Crazy Love» и «Let Me Find Love» (2012). Погибла за месяц до выхода своего третьего альбома.
Также в 2011—2013 года Сита снялась в нескольких фильмах.

## Смерть
17 апреля 2013 года в 2:26 утра Сита, возвращаясь домой на своём автомобиле, попала в автокатастрофу и вскоре была доставлена в госпиталь. Меньше чем через два часа, в 4:16 утра, 26-летняя девушка скончалась от полученных травм в госпитале.